# Baturité (ort)
Baturité är en ort i Brasilien.   Den ligger i kommunen Baturité och delstaten Ceará, i den östra delen av landet, 1 600 kilometer nordost om huvudstaden Brasília. Baturité ligger 169 meter över havet och antalet invånare är 22 417.
Terrängen runt Baturité är kuperad västerut, men österut är den platt. Baturité är det största samhället i trakten.
Omgivningarna runt Baturité är huvudsakligen savann. Runt Baturité är det ganska tätbefolkat, med 120 invånare per kvadratkilometer.